# Бассейн Харни
Бассейн Харни (англ. Harney Basin) — бессточная область на юго-востоке штата Орегон в США на северо-западе Большого бассейна. Область бассейна относится к наименее населённым в континентальных штатах. Бассейн Харни расположен в основном в северной части округа Харни и занимает 3869 км², в нём находится два крупных озера: пресноводное Малур и солёно-щелочное Харни.
На севере бассейн ограничен южной оконечностью хребта Блу-Маунтинс. Гора Стинс отделяет бассейн Харни от бассейна пустыни Алворда на юго-востоке. По вулканическим равнинам, отделяющим бассейн Харни от бассейна реки Кламат на юго-западе, не протекает никаких рек. В бассейне находятся места археологических раскопок Дрюси (англ. Drewsey Resource Area).

## География

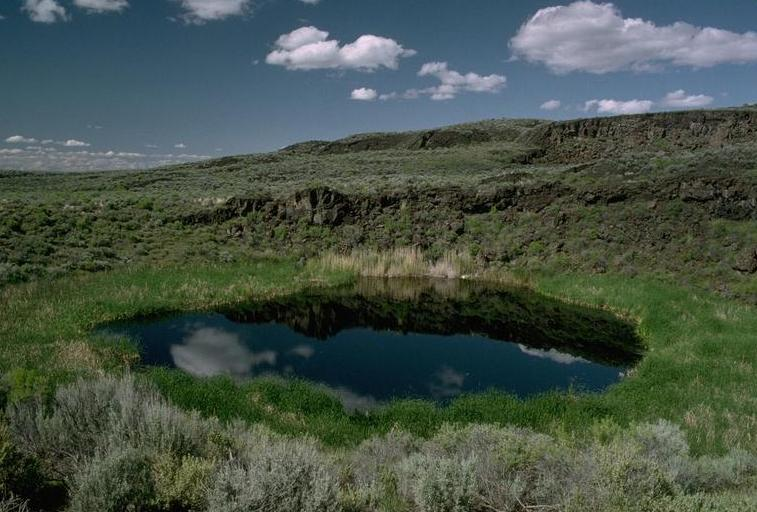
Кратерное озеро Маар около города Даймонд

Центральная часть бассейна получает в среднем 150 мм осадков в год. Рельеф этой области является плоским, на ней находятся озёра Малур и Харни, в которые впадают потоки, берущие начало в том же бассейне в окружающих горах, включая реку Сильвайс с севера и реку Доннер-унд-Блитцен с юга. Малур и Харни видоизменяются от открытых озёр в дождливые годы до болот в более сухие годы. Водно-болотные угодья вокруг озёр образуют среду обитания для многих мигрирующих видов птиц, в том числе 2,5 миллиона уток ежегодно. Озеро Малур и его окрестности входят в Национальный заповедник дикой природы Малур.
Округ Харни по данным переписи 2010 года имел население 7422 человека. Городок Бернс к северу от озера Малур является единственным населённым пунктом округа с населением свыше 1000 человек. Основой экономики региона является животноводство на неорошаемых землях.

### Вулканическое поле бассейна Харни
Вулканическое поле бассейна Харни представляет собой серию вулканических потоков из риолита и туфа вокруг городка Бернс. Поле входит в состав вулканической провинции Хай-Лава-Плейнс (англ. High Lava Plains).

### Бассейн озёр Харни и Малур
Бассейн озёр Харни и Малур занимает площадь 3700 км² и является частью Большого бассейна.
Экорегион Хай-Дезерт-Уэтлендс (англ. High Desert Wetlands) — это комплекс водно-болотных угодий Северного бассейна площадью 4280 км², включающий в себя большую территорию вокруг озёр Харни и Малур.

## История
Бассейн Харни сформировался примерно 32 000 лет назад, когда потоки лавы образовали ущелье Малур, отделившее водораздел бассейна от реки Малур, притока реки Снейк. Археологические данные указывают на то, что территория бассейна была заселен ещё 10 000 лет назад. Наносы пыльцы показывают, что климат, особенно уровень дождей и снегопадов, сильно изменился в регионе со времени окончания плейстоцена. Также на нескольких участках бассейна обнаружены доказательства доисторических методов ловли рыбы. Имеющиеся данные свидетельствуют о том, что в бассейне ранее обитало множество видов рыб, в частности, акрохейлус, чукачановые и орегонский птихохейлус. В настоящее время они встречаются только в бассейне реки Колумбия, что указывает на то, что какое-то время назад бассейн Харни мог быть с ним связан. В более влажные годы уровень озера Малур поднимался до 7,6 метров, что приводило к сбросу воды через ущелье. В настоящее время, однако, уровень озера не поднимается выше 3 метров в самые влажные годы.
В XIX веке территория бассейна была заселена племенем северных пайютов. В 1820-х годах трапперы Компании Гудзонова залива активно добывали здесь пушнину.
Из-за неблагоприятного климата в бассейне медленно росли поселения первопроходцев, в результате чего земли по сути оставались в ведении пайютов до конца XIX века. Тем не менее, рост поселений и конфликты с пайютами в других областях Орегона привели к созданию президентом Улиссом Грантом в 1872 году создать резервацию Малур, охватывавшую озеро Малур и большую часть бассейна. Продолжавшийся рост поселений, а также обнаружение золота в местных горах, а также заинтересованность белых поселенцев в создании ранчо в этом регионе заставили бюро по делам индейцев расформировать резервацию в 1879 году. Оставшись практически без земель, северные пайюты снова получили наделы лишь в 1935 году около городка Бернс.